# Elisabeth Seitz
Elisabeth Seitz (* 4. November 1993 in Heidelberg) ist eine ehemalige deutsche Kunstturnerin und dreifache Olympiateilnehmerin (2012, 2016, 2020). Mit 26 gewonnenen deutschen Meisterschaftstiteln an verschiedenen Geräten und im Mehrkampf ist sie Rekordmeisterin im deutschen Kunstturnen. Zu ihren größten internationalen Erfolgen zählen der Europameistertitel 2022 am Stufenbarren und eine Bronzemedaille bei den Weltmeisterschaften 2018 an diesem Gerät.

## Leben
Elisabeth Seitz wohnte in Altlußheim und besuchte das Ludwig-Frank-Gymnasium in Mannheim, das sie 2013 mit dem Abitur abschloss. Seitdem gehörte sie der Sportfördergruppe der Bundeswehr an; sie trägt den Dienstgrad eines Stabsunteroffiziers. Zudem studierte sie seit 2018 Sport und Englisch auf Lehramt an der PH Ludwigsburg. Sie ist das mittlere von drei Kindern, ihr älterer Bruder Johannes ist promovierter Pharmazeut, ihr jüngerer Bruder ist Gabriel Eichhorn, der ebenfalls im Turnsport erfolgreich ist.
Im Mai 2025 verkündete sie im Rahmen der Europameisterschaft in Leipzig ihren Rücktritt vom Leistungssport.

## Werdegang
Seitz turnte bei der TG Mannheim in der Deutschen Turnliga, bevor sie 2015 zum MTV Stuttgart wechselte, mit dem sie seither jedes Jahr Deutscher Mannschaftsmeister wurde. Die meisten Erfolge erzielte sie am Stufenbarren, beim Bodenturnen und im Mehrkampf, dem 1996 eingeführten Vierkampf. Sie war ab 2004 Mitglied des Bundeskaders des Deutschen Turner-Bundes und der Nationalmannschaft.
Erste Erfolge im Seniorenbereich feierte Seitz im Jahr 2009 bei den Deutschen Meisterschaften in Frankfurt am Main, wo sie gleich dreifache Vizemeisterin (Mehrkampf, Schwebebalken und Boden) wurde.
Die internationale Bühne betrat Seitz 2010 bei ihren ersten Europameisterschaften in Birmingham, wo sie am Stufenbarren den 8. Platz errang, ebenso wie bei den Weltmeisterschaften in Rotterdam. In Berlin konnte Seitz ihre Leistungen von den letzten Deutschen Meisterschaften in jeder Disziplin steigern und insgesamt vierfache Deutsche Meisterin (Mehrkampf, Schwebebalken, Boden und Stufenbarren) werden.

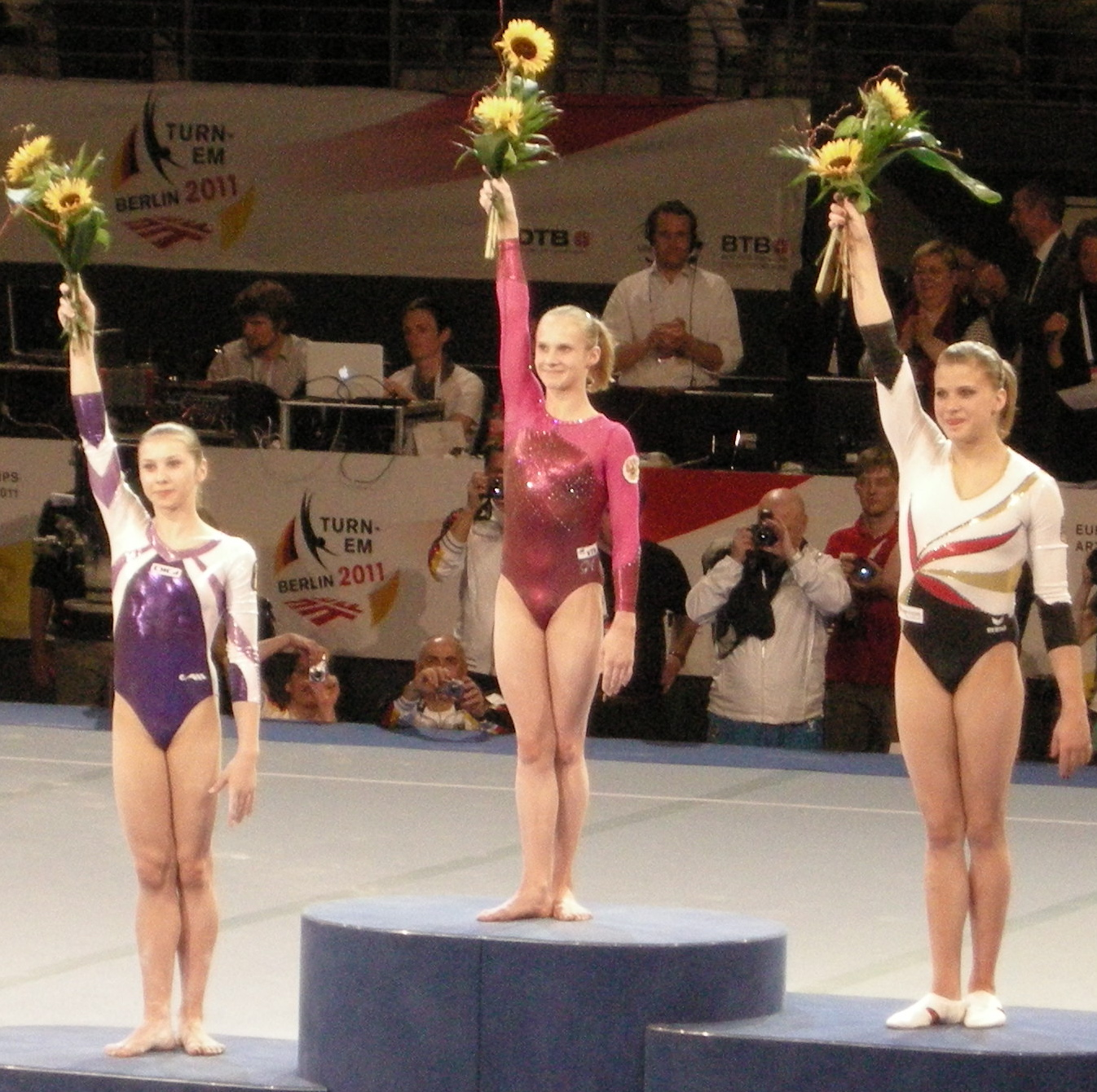
Elisabeth Seitz (rechts) mit Platz 2 bei den Europameisterschaften 2011

Ihre erste internationale Medaille errang Seitz 2011, als sie in Berlin Vizeeuropameisterin im Mehrkampf wurde. In diesem Jahr wurde auch ein Turnelement am Stufenbarren nach ihr benannt. Der Seitz wurde zum ersten Mal bei den Weltmeisterschaften in Tokio geturnt und war nach 26 Jahren das erste Element, das nach einer deutschen Turnerin benannt wurde.
Weitere Erfolge in diesem Jahr feierte sie bei den Deutschen Meisterschaften in Göppingen, wo sie ihre Meistertitel im Mehrkampf, Boden und Stufenbarren erfolgreich verteidigen konnte.
Das Wettkampfjahr 2012 verlief sehr erfolgreich für Seitz, denn sie konnte nicht nur erneut ihre drei Meistertitel (Mehrkampf, Boden und Stufenbarren) bei den Deutschen Meisterschaften in Düsseldorf verteidigen, sondern startete auch bei ihren ersten Olympischen Spielen in London und erreichte den sechsten Platz am Stufenbarren und den zehnten Platz im Mehrkampf.
2013 gewann sie die Gesamtwertung des Weltcups und konnte bei den Deutschen Meisterschaften in Mannheim zum vierten Mal in Folge im Mehrkampf und Boden auf dem obersten Podest stehen sowie einen weiteren ersten Platz am Schwebebalken und eine Bronzemedaille am Stufenbarren erringen.
Bei den Europaspielen 2015 gewann sie mit der Mannschaft die Silbermedaille. Bei den Weltmeisterschaften 2015 verbuchte Seitz ihre bis dahin beste WM-Platzierung mit dem zehnten Platz im Mehrkampf. Weiterhin erfolgreich blieb Seitz bei den Deutschen Meisterschaften in Gießen. Nachdem sie im letzten Jahr nicht an den Meisterschaften teilgenommen hatte, gewann sie die Meistertitel in den Disziplinen Mehrkampf, Stufenbarren und Schwebebalken.

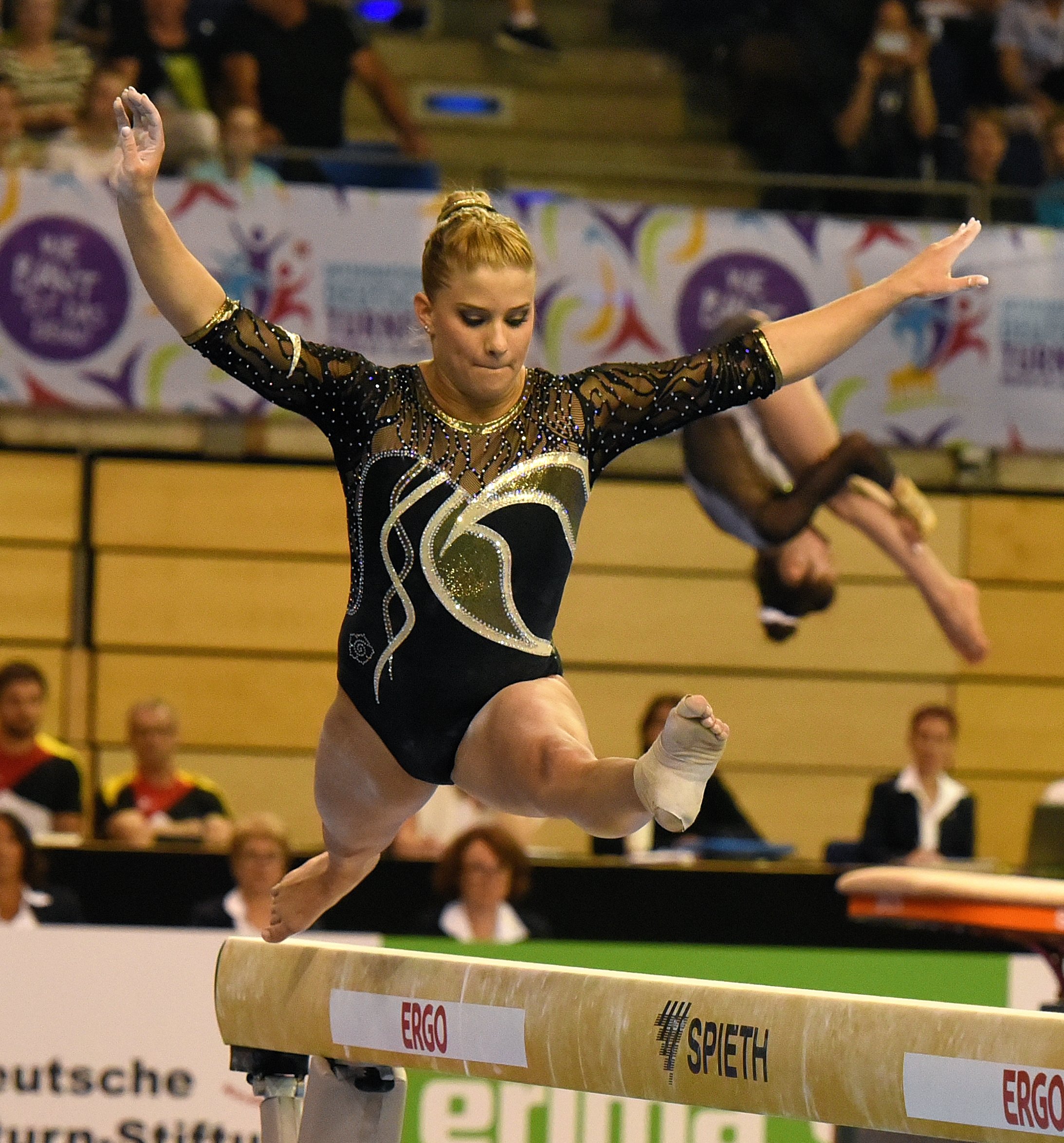
Elisabeth Seitz beim Sprung in den Querspagat auf den Schwebebalken im Mehrkampf der Deutschen Meisterschaften beim Internationalen Deutschen Turnfest 2017

Mit einem kompletten Medaillensatz, den sie bei den Deutschen Meisterschaften 2016 in Hamburg gewinnen konnte (Gold am Stufenbarren, Silber im Mehrkampf und Bronze am Schwebebalken), fuhr Seitz zu ihren zweiten Olympischen Spielen nach Rio, wo sie den 4. Platz am Stufenbarren und den 6. Platz im Mannschaftswettbewerb belegte.
Eine Bronzemedaille bei den Europameisterschaften in Cluj bescherte Seitz ihren zweiten Podestplatz bei einer Europameisterschaft. Als dreifache Deutsche Meisterin (Mehrkampf, Stufenbarren und Schwebebalken) verließ Seitz die Deutschen Meisterschaften in Berlin und beendete das Wettkampfjahr mit einem 5. Platz am Stufenbarren und einem 9. Platz im Mehrkampf bei den Weltmeisterschaften in Montreal.
2018 gewann Seitz zum zweiten Mal den Gesamtweltcup im Mehrkampf. Bei den Weltmeisterschaften 2018 in Doha gewann sie mit Bronze am Stufenbarren ihre erste WM-Medaille. Die Deutsche Meisterschaft in Leipzig verlief für Seitz ebenfalls erfolgreich, denn nach einem zweiten Platz beim Bodenturnen konnte sie gleich zwei Meistertitel feiern, einmal im Mehrkampf und einmal am Stufenbarren.
Mit ihrem achten Titel am Stufenbarren bei den Deutschen Turnmeisterschaften, die 2019 in Berlin ausgetragen wurden, errang Seitz ihren insgesamt 22. nationalen Titel und stellte damit den 56 Jahre alten Rekord ein, den die Potsdamerin Ingrid Föst alleine gehalten hatte. Im Mehrkampf-Finale der Weltmeisterschaften 2019 in Stuttgart landete sie mit 55,999 Punkten auf dem sechsten Platz. Für Seitz bedeutet das die beste Platzierung bei Weltmeisterschaften im Mehrkampf.
Bei den Turn-Europameisterschaften 2021 im April erreichte sie den fünften Platz im Mehrkampf. Im Einzelfinale am Stufenbarren erreichte sie nach einem Sturz beim Jägersalto den siebten Platz. Im Juni 2021 erturnte Seitz ihren achten Titel im Mehrkampf, der zugleich ihr 23. deutscher Meisterschaftstitel war. Damit stieg Seitz zur alleinigen Rekordhalterin im deutschen Kunstturnen auf.
Im Mehrkampffinale der Olympischen Sommerspiele 2020 erreichte sie den neunten Platz im Einzelwettkampf und im Teamwettkampf. Im Einzelfinale am Stufenbarren wurde sie Fünfte.

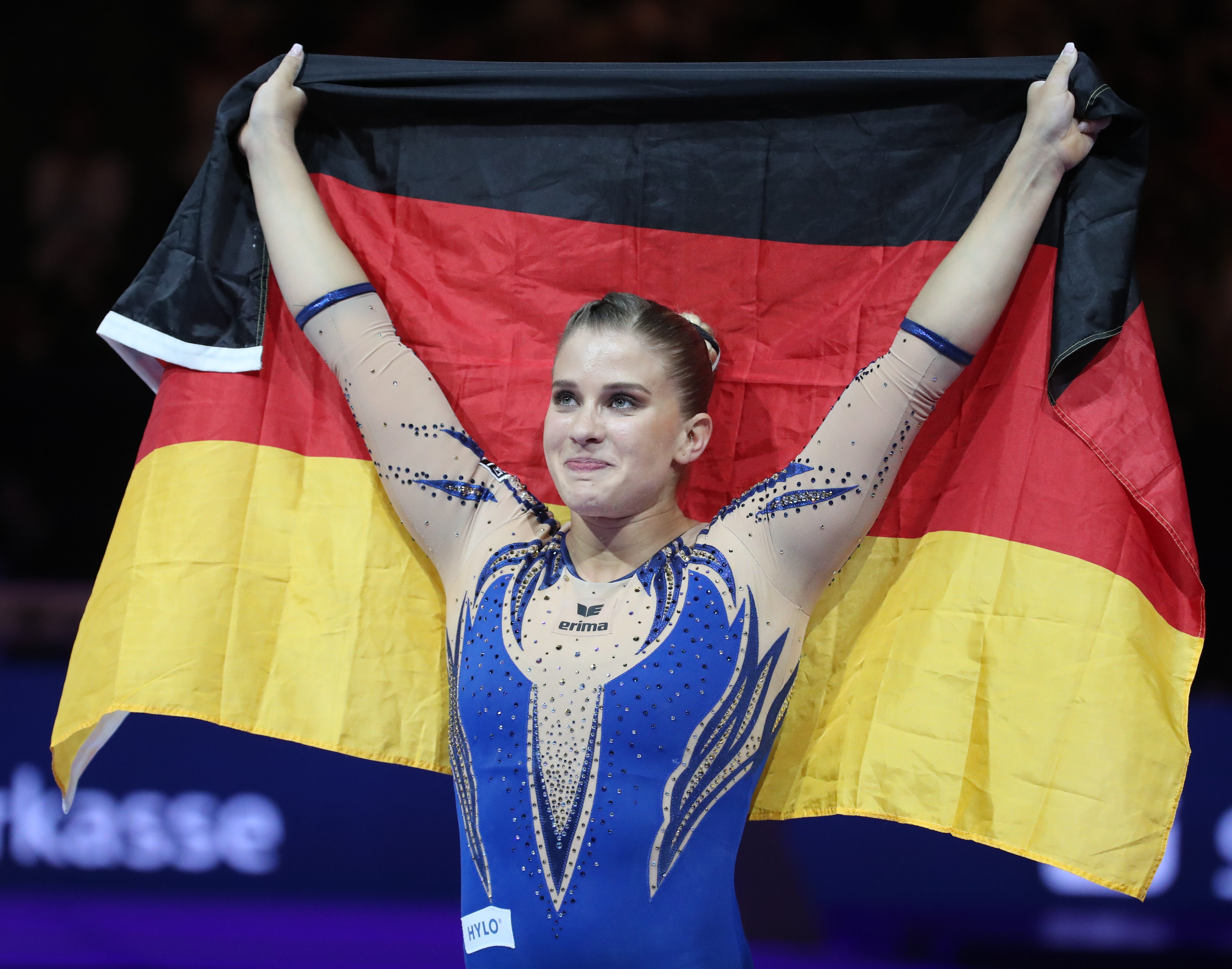
Seitz nach dem Gewinn der Goldmedaille am Stufenbarren in München, 2022

Bei den Deutschen Meisterschaften wurde sie Vizemeisterin am Stufenbarren. Die European Championships in München im Jahr 2022 wurde zur bisher erfolgreichsten internationalen Meisterschaft in ihrer Karriere. An ihrem Paradegerät, dem Stufenbarren, konnte sie sich mit einem knappen Vorsprung die Goldmedaille sichern, im Mannschaftswettbewerb erreichte sie an der Seite von Kim Bui, Sarah Voss, Emma Malewski und Pauline Schäfer-Betz den dritten Platz. Zwei Monate später erreichte sie bei den Weltmeisterschaften in Liverpool den 4. Platz am Stufenbarren.
Trotz eines 9. Platz in der Mannschaftswertung bei den Europameisterschaften in Antalya ist Seitz in den Einzelwettbewerben erfolgreich ins Wettkampfjahr 2023 gestartet und hat am Stufenbarren mit der Bronzemedaille ihre fünfte EM Medaille gewonnen. Auch bei den Deutschen Meisterschaften in Düsseldorf war sie dreimal erfolgreich und konnte nach Bronze am Boden auch je eine Goldmedaille im Mehrkampf und Stufenbarren gewinnen.
Bei einem Trainingsunfall im September riss sich Seitz die Achillessehne und verpasste dadurch die Weltmeisterschaft in Antwerpen, die als Qualifikationsturnier für die Olympischen Sommerspiele 2024 diente.
Obwohl sie mit ihrer Verletzung sieben Monate ausgefallen war, war sie bei ihrem ersten internationalen Wettkampf, dem renommierten „Trofeo Citta di Jesolo“ direkt erfolgreich und gewann Gold am Stufenbarren. Auch beim Weltcup in Varna konnte sie den ersten Platz am Stufenbarren feiern und setzte ihre Siegesserie auch bei den Deutschen Meisterschaften fort. Ihre letzte Chance auf einen Startplatz bei ihren vierten Olympischen-Sommerspielen in Paris bekam Seitz bei der Olympia-Qualifikation in Rüsselsheim, allerdings musste sie sich im Zweikampf der 16-jährigen Helen Kevric geschlagen geben.

## Sonstiges
- Beim Internationalen Deutschen Turnfest war Seitz nicht nur als Teilnehmerin, sondern auch als Botschafterin aktiv und hat bei verschiedenen Veranstaltungen Werbung für ihren Sport gemacht.[23]

- 2014 und 2022 war sie in der Fernsehshow Klein gegen Groß – Das unglaubliche Duell zu sehen.[24][25]

- 2020 trat sie zusammen mit ihrer Teamkollegin Kim Bui im ARD-Tigerenten Club auf.[26]

- Bei den Kunstturn-Europameisterschaften in Basel und den Olympischen-Sommerspielen 2021 setzte Seitz zusammen mit ihren Nationalmannschaftskolleginnen Sarah Voss, Emma Malewski und Kim Bui ein starkes Zeichen gegen die Sexualisierung des Sports, indem sie die eher unüblichen langbeinigen Gymnastikanzügen (sogenannte Unitard) anstelle der traditionellen Bikini-Trikots trugen. Sie wollten darauf aufmerksam machen, dass jede Turnerin selbst entscheiden soll, in welchem Outfit sie sich wohlfühlt und die Möglichkeit hat, die Übungen nicht zwingend in knappen Outfits absolvieren zu müssen.[27][28]

- 2023 war Seitz zusammen mit den Olympiasiegerinnen Heike Drechsler und Aline Rotter-Focken im Rahmen der Sportabzeichen-Tour als Sportbotschafterin des Deutschen Olympischen Sportbundes unterwegs.[29]

- Im Rahmen der Fußball-Europameisterschaft im eigenen Land 2024 war Seitz als Botschafterin der Stadt Stuttgart aktiv.[30]

- In der ARD-Dokumentation Turnen – 60 Sekunden Perfektion wurde ihr Weg zwischen der schweren Verletzung im September 2023 und der letzten Chance auf einen Startplatz bei den Olympischen Sommerspielen in Paris 2024 mit der Kamera begleitet.[31]

- Bei den Olympischen Spielen 2024 kommentierte Seitz als Expertin die ARD-Übertragungen.[32]

## Auszeichnungen
- Deutschlands Turnerin des Jahres 2009
- Deutschlands Turnerin des Jahres 2010
- Deutschlands Turnerin des Jahres 2011
- Deutschlands Turnerin des Jahres 2012
- Deutschlands Turnerin des Jahres 2018
- Sportlerin des Jahres 2018: 10. Platz
- Deutschlands Turnerin des Jahres 2019[33]
- Deutschlands Turnerin des Jahres 2021[34]
- Deutschlands Turnerin des Jahres 2023[35]
- Sportlerin des Jahres 2022: 7. Platz

## Erfolge
- 2005: 10. Platz bei den Deutschen Jugendmeisterschaften in Berlin
- 2006: 3. Platz Mehrkampf und jeweils im Gerätefinale am Stufenbarren und am Schwebebalken bei den Deutschen Jugendmeisterschaften
- 2007: 3. Platz Mehrkampf und 2. Platz Stufenbarren bei den Deutschen Jugendmeisterschaften
- 2008: Nominierung für den WM-Kader des Deutschen Turner-Bundes
- 2009: 2. Platz Mehrkampf, 2. Platz Schwebebalken, 2. Platz Boden bei den Deutschen Meisterschaften in Frankfurt am Main
- 2009: 2. Platz Swiss Cup
- 2009: 6. Platz beim Weltcup in Japan
- 2009: 3. Platz beim Weltcup in Stuttgart
- 2010: 6. Platz Mehrkampf, 8. Platz Stufenbarren bei den Europameisterschaften in Birmingham
- 2010: 6. Platz Tyson American Cup
- 2010: Gewinn der Qualifikation für die Weltmeisterschaften
- 2010: 1. Platz Mehrkampf, Stufenbarren, Balken und Boden bei den Deutschen Meisterschaften in Berlin
- 2010: 2. Platz Mannschaft beim Länderkampf Deutschland–Schweiz–Rumänien
- 2010: 12. Platz im Mehrkampffinale, 8. Platz im Barrenfinale bei den Weltmeisterschaften Rotterdam
- 2010: Gewinn des internationalen Swiss Cups mit Fabian Hambüchen
- 2011: 1. Platz Einzel und mit dem Turn-Team Deutschland beim National Team Cup in Nördlingen
- 2011: 2. Platz Mehrkampf, 5. Platz Stufenbarren und Sprung bei den Europameisterschaften in Berlin
- 2011: Gesamtsieg Weltcup (World Cup A) Stufenbarren (3. Platz in Paris und 4. Platz in Moskau)
- 2011: 1. Platz Mehrkampf, Stufenbarren und Boden, 2. Platz Sprung bei den Deutschen Meisterschaften in Göppingen[36]
- 2011: 6. Platz mit der Deutschen Turnnationalmannschaft bei den Weltmeisterschaften in Tokio[37]
- 2012: 1. Platz Stufenbarren beim Weltcup in Cottbus
- 2012: 1. Platz Mehrkampf, Stufenbarren und Boden bei den Deutschen Meisterschaften in Düsseldorf
- 2012: 6. Platz Stufenbarren, 10. Platz Mehrkampf bei den Olympischen Spielen in London
- 2013: Gesamtsieg Weltcup
- 2013: 1. Platz Mehrkampf, Schwebebalken und Boden, 3. Platz Stufenbarren bei den Deutschen Meisterschaften in Mannheim
- 2015: 1. Platz Mehrkampf, Stufenbarren, 2. Platz Schwebebalken bei den Deutschen Meisterschaften in Gießen
- 2015: 2. Platz Mannschaftswettbewerb bei den European Games in Baku
- 2015: 10. Platz Mehrkampf bei den Weltmeisterschaften in Glasgow
- 2015: 1. Platz Deutsche Meisterschaft (DTL), Team[38]
- 2016: 1. Platz Stufenbarren, 2. Platz Mehrkampf, 3.Platz Schwebebalken bei den Deutschen Meisterschaften in Hamburg
- 2016: 4. Platz Stufenbarren, 6. Platz Mannschaft bei den Olympischen Spielen in Rio de Janeiro
- 2017: 3. Platz Stufenbarren bei den Europameisterschaften in Cluj-Napoca
- 2017: 1. Platz Mehrkampf, Stufenbarren und Schwebebalken bei den Deutschen Meisterschaften in Berlin
- 2017: 5. Platz Stufenbarren, 9. Platz Mehrkampf bei den Weltmeisterschaften in Montreal
- 2018: 2. Platz Mehrkampf, 1. Platz Stufenbarren beim DTB-Pokal in Stuttgart
- 2018: 3. Platz Stufenbarren, 8. Platz Mannschaft bei den Weltmeisterschaften in Doha
- 2018: 1. Platz Mehrkampf, 1. Platz Stufenbarren, 2. Platz Boden Deutsche Meisterschaften in Leipzig
- 2019: 1. Platz Stufenbarren, 2. Platz Boden bei den Deutschen Meisterschaften in Berlin
- 2019: 6. Platz Mehrkampf, 8. Platz Stufenbarren bei den Weltmeisterschaften in Stuttgart
- 2021: 5. Platz im Mehrkampf, 7. Platz Stufenbarren bei den Europameisterschaften in Basel
- 2021: 1. Platz Mehrkampf, 2. Platz Stufenbarren bei den Deutschen Meisterschaften in Dortmund
- 2021: 5. Platz Stufenbarren, 9. Platz Mehrkampf und Mannschaft bei den Olympischen Spielen in Tokio
- 2022: 1. Platz Stufenbarren, 3. Platz Mehrkampf Team bei den European Championships in München
- 2022: 4. Platz Stufenbarren bei den Weltmeisterschaften in Liverpool
- 2022: 2. Platz Stufenbarren bei den Deutschen Meisterschaften in Berlin
- 2023: 3. Platz Stufenbarren, 9. Platz im Mannschaftswettkampf bei den Europameisterschaften in Antalya
- 2023: 1. Platz Mehrkampf und Stufenbarren, 3. Platz Boden bei den Deutschen Meisterschaften in Düsseldorf
- 2024: 1. Platz Stufenbarren bei den Deutschen Meisterschaften in Frankfurt am Main

## Schriften
- Charakterstark. Du hast die Wahl! Howto mit Elisabeth Seitz, Deutschlands Rekordmeisterin im Kunstturnen. Molino Verlag, Leonberg 2022, ISBN 978-3-948696-15-3.